# Show 'Em (What You're Made Of)
Show 'Em (What You're Made Of) è un brano dei Backstreet Boys rilasciato come singolo dal loro album In a World like This, il 18 novembre 2013. Il brano fu co-scritto dai componenti AJ McLean e Kevin Richardson che affermarono di essersi ispirati rispettivamente alla figlia e al padre. Raggiunse la posizione numero 17 nella classifica dei Paesi Bassi Dutch Top 40 e la posizione numero 3 nella UK Indie Chart.

## Video musicale
Il video musicale fu registrato a Miami il 24 ottobre 2013 e diretto da Jon Vulpine. Fu poi pubblicato nella pagina Facebook ufficiale il 19 Novembre 2013 e sul canale Vevo il giorno seguente. Molto minimale, esso si apre mostrando delle fiamme e il titolo della canzone per poi riprendere singolarmente i 5 cantanti che cantano davanti a uno sfondo nero vestiti con indumenti neri. Brian ed AJ sono invece a torso nudo per mostrare la cicatrice al petto a seguito dell'operazione al cuore che Brian subì nel 1998 e il tatuaggio sul petto di AJ dedicato alla moglie e alla figlia Ava, come hanno rivelato in un'intervista.

## Tracce
Download digitale
1. "Show 'Em (What You're Made Of)" – 3:44

CD promozionale (Regno Unito)
1. "Show 'Em (What You're Made Of) (Ash Howes Radio Mix)" – 3:44
2. "Show 'Em (What You're Made Of) (Album Version)" – 3:47
3. "Show 'Em (What You're Made Of) (Morgan Taylor Reid Mix)" – 3:41